# Old Blue Jeans
«Old Blue Jeans» (en español: «Viejos Jeans Azules») es una canción de la artista pop de Disney Channel, Hannah Montana, interpretada por Miley Cyrus, perteneciente al álbum Hannah Montana 2. Fue lanzada junto a One in a Million y True Friend. Su vídeo musical fue lanzado el 22 de abril de 2007. 

## Popularidad
Old Blue Jeans fue una de las canciones más conocidas de Disney Channel, acompañada de Nobody's Perfect, True Friend y Life's What You Make It. Además fue la más conocida del Best of Both Worlds Concert junto a la canción See You Again. Igualmente fue presentada en los Charts, en los cuales superó a Nobody's Perfect y a Bigger Than Us, siendo superada por "G.N.O. (Girl's Night Out)"

## Vídeo musical
El vídeo musical de "Old Blue Jeans" fue lanzado el 14 de marzo de 2007 en Disney Channel. Se grabó junto a la canción True Friend y Make Some Noise. En su estreno mundial contó con una excelente audiencia.

## Posición en las listas
Esta canción fue presentada por primera vez en Hannah Montana: En Londres, junto a las demás canciones del álbum. 
Sin embargo, con los charts que presentó esta canción fue una de las mejores del año 2007 y del año 2008 donde fue votada por la canción del año, además de la que tuvo más descargas en iTunes.